# علی ثقفی (کارگردان)
علی ثقفی کارگردان، نویسنده و مستندساز ایرانی است. او دارای مدرک کارشناسی ادبیات نمایشی و کارشناسی ارشد کارگردانی از دانشگاه تهران است.نخستین بار با فیلم پرویز خان در  چهل و دومین جشنواره بین‌المللی فیلم فجر حضور یافت.این فیلم در نه بخش نامزد دریافت سیمرغ بلورین شد. علی ثقفی برای این فیلم در بخش سودای سیمرغ نامزد سیمرغ بلورین بهترین کارگردانی و بهترین فیلمنامه جشنواره فیلم فجر شد و همچنین در بخش نگاه نو در رشته بهترین کارگردانی نامزد سیمرغ بلورین شد. علی ثقفی دیپلم افتخار بهترین فیلمنامه را از این جشنواره دریافت کرد. پرویز خان سیمرغ بلورین بهترین فیلم اول جشنواره را از آن خود کرد و در رأی گیری بین منتقدین خبرگزاری های مختلف از جمله ایرنا، سینما نوین، سلام‌سینما، فارس و صبا پرویز خان به عنوان بهترین فیلم جشنواره شناخته شد.
او فعالیت های خود را با تئاتر آغاز کرده و کارگردانی نمایش های ایستاده ها سر سوراخ سوپ خوری، قصیده شب نمناک، بیداری در خواب هزار من از جمله آثار اوست.
او تعدادی فیلم داستانی کوتاه و نیمه بلند  نوشته و کارگردانی کرده است. از آن میان می‌توان به فیلم‌های معادله (شب امتحان) ،خون گرم، فشار خون ،مادر  و فیلم بلند تلویزیونی خاک اشاره کرد. مقدمه ای بر مقدمه، پلاک قرمز از جمله مستندهای ساخته ثقفی است. مستندهای اجتماعی کوتاه با موضوع فوتبال که در برنامه نود پخش می شده از دیگر فعالیت های علی ثقفی است.

## آثار

### تئاتر
| سال       | نام                          | کارگردان | نویسنده |
| --------- | ---------------------------- | -------- | ------- |
| ۱۳۸۴,۱۳۹۱ | ایستاده ها سر سوراخ سوپ خوری | آری      | نه      |
| ۱۳۸۶      | قصیده شب نمناک               | آری      | آری     |
| ۱۳۸۷      | بیداری در خواب هزار من       | آری      | آری     |
| ۱۳۸۷      | قاب ها                       | آری      | آری     |
| ۱۳۸۸      | نیمه مانده نامه نیما         | نه       | آری     |

### فیلم‌های داستانی کوتاه و نیمه بلند
| سال  | نام                       | کارگردان | نویسنده |
| ---- | ------------------------- | -------- | ------- |
| ۱۳۸۹ | به مدت معلوم پانزده دقیقه | آری      | آری     |
| ۱۳۹۱ | معادله(شب امتحان)         | آری      | آری     |
| ۱۳۹۴ | مادر                      | آری      | آری     |
| ۱۳۹۶ | فشار خون                  | آری      | آری     |
| ۱۴۰۰ | خون گرم                   | آری      | آری     |

### مستند
| سال  | نام                           | کارگردان | تهیه کننده |
| ---- | ----------------------------- | -------- | ---------- |
| ۱۳۹۵ | مقدمه ای بر مقدمه             | آری      | آری        |
| ۱۳۹۷ | ابرام چرخی(مستند کوتاه)       | آری      | نه         |
| ۱۳۹۷ | کودکان کار بوشهر(مستند کوتاه) | آری      | نه         |
| ۱۳۹۹ | پلاک قرمز                     | آری      | آری        |
| ۱۴۰۳ | هنرستان                       | آری      | آری        |

### تله فیلم
| سال  | نام | کارگردان | نویسنده |
| ---- | --- | -------- | ------- |
| ۱۳۹۳ | خاک | آری      | آری     |

### فیلم سینمایی
| سال  | نام       | کارگردان | نویسنده |
| ---- | --------- | -------- | ------- |
| ۱۴۰۲ | پرویز خان | آری      | آری     |

### دیگر آثار
- نگارش فیلمنامه سریال ۱۵ قسمتی «روزها و سال‌ها » مشترک با محمد یعقوبی

- فیلمنامه سینمایی پلاک قرمز ثبت شده در بانک فیلمنامه خانه سینمای ایران

## جوایز

### سینما
فیلم سینمایی پرویز خان
علی ثقفی در اولین تجربه کارگردانی سینمایی خود مقطعی از زندگی پرویز دهداری را با بازی سعید پورصمیمی به تصویر کشیده‌ است. فیلم پرویز خان برای اولین بار در چهل و دومین جشنواره بین‌المللی فیلم فجر رونمایی شد. علی ثقفی برای این فیلم در بخش سودای سیمرغ نامزد سیمرغ بلورین بهترین کارگردانی و بهترین فیلمنامه جشنواره فیلم فجر شد و همچنین در بخش نگاه نو در رشته بهترین کارگردانی نامزد سیمرغ بلورین شد. علی ثقفی دیپلم افتخار بهترین فیلمنامه را از این جشنواره دریافت کرد.
علی ثقفی در بخش تجلی اراده ملی چهل و دومین جشنواره بین‌المللی فیلم فجر از سوی نهادهای مختلف، سه تندیس برای کارگردانی دریافت کرد.
•Best first time filmmaker (بهترین کارگردانی اول) از جشنواره بین‌المللی سینمای مستقل مادرید FICIMAD

### تئاتر
نمایش «قصیده شب نمناک» 
- برگزیده جایزه ادبیات نمایشی سال ایران (۱۳۸۷) در جشن خانه تئاتر

- رتبه اول نمایشنامه دهمین جشنواره بین المللی تئاتر دانشگاهی ایران

- برگزیده کارگردانی دهمین جشنواره بین المللی تئاتر دانشگاهی ایران

- برگزیده مسابقه نمایشنامه‌نویسی اکبر رادی

- برگزیده مسابقه نمایشنامه‌نویسی استان تهران

- برگزیده اعضای کانون نمایشنامه نویسان

نمایش «بیداری در خواب هزار من» 
- رتبه اول نمایشنامه در جشنواره منطقه ای تئاتر فجر
- رتبه اول نمایشنامه جشنواره بین المللی تئاتر رضوی

نمایش «قاب ها»
- برگزیده در جشنواره سراسری دانشجویی تئاتر تجربه برای نمایشنامه و کارگردانی

نمایش «نیمه مانده نامه نیما»
- برگزیده چهارمین جشنواره نمایشنامه‌نویسی و نمایشنامه خوانی تالار مولوی

### فیلم‌های داستانی کوتاه و نیمه بلند
فیلم کوتاه «معادله(شب امتحان)»
- تندیس بهترین فیلم از جشنواره فیلم مستقل خورشید[۱۶]

- کاندید بهترین کارگردانی و بهترین فیلم از پنجمین جشنواره فیلم شهر

- کاندید بهترین کارگردانی و بهترین فیلمنامه از جشنواره بین‌المللی فیلم کوتاه تهران

- تندیس بهترین فیلم از جشنواره بال زرین

فیلم کوتاه «مادر»
- تندیس بهترین فیلم از جشنواره فیلم خرمشهر

تله فیلم «خاک»
- کاندید بهترین فیلمنامه از چهاردهمین جشنواره بین‌المللی فیلم مقاومت

فیلم کوتاه «خون گرم»
- تندیس بهترین فیلم کوتاه دفاع مقدس از جشنواره بین‌المللی فیلم مقاومت
- تندیس بهترین فیلم کوتاه از پنجمین جشنواره بین المللی فیلم کوثر